# 魯利恩鎮區 (明尼蘇達州伍茲湖縣)
魯利恩鎮區（英語：Rulien Township）是位於美國明尼蘇達州伍茲湖縣的一個行政鎮區。

## 地方資料
魯利恩鎮區的面積為94.44平方千米，當中陸地面積為94.31平方千米，而水域面積為0.13平方千米。根據2020年美國人口普查的數據，當地共有人口1人，而人口密度為每平方千米0.01人。